# Franco Sangermano
Franco Sangermano, indicato talvolta come Franco Jellinek (Milano, 20 gennaio 1939), è un attore teatrale italiano.

## Carriera
Diplomatosi nel 1960 all'Accademia dei filodrammatici di Milano, ha intrapreso una carriera teatrale che lo ha portato a collaborare con numerose produzione del Piccolo Teatro di Milano sotto la regia teatrale di Giorgio Strehler. Ha recitato in una settantina di spettacoli teatrali, specie nel settore pubblico (regìe di Battistoni, Conti, Garella, Lievi, Mezzadri, Lamberto Puggelli) e in quello delle cooperative (tra le altre, regìe di Massimo Castri, De Monticelli, De Rossi, Roberto Guicciardini, Alvaro e Silvano Piccardi, Roberto Trifirò). Con l'attrice Giulia Lazzarini ha diviso il palco in numerosi spettacoli, tra cui Giorni felici di Samuel Beckett, nella ripresa del 2004 dell'opera.
Nel 1985 diviene docente dell'Accademia dove si è diplomato, insegnando cultura teatrale.
A partire dal 1989 ha stretto un sodalizio con la compagnia marionettistica milanese Carlo Colla e figli, per la quale presta le voci ai personaggi.
Studioso di Storia del teatro, ha collaborato per alcune sezioni dell'Enciclopedia dello Spettacolo di Silvio D'Amico, mentre sporadica, seppur mai interrotta, la sua presenza in televisione e nel doppiaggio.  Ha partecipato ad alcuni film (La stanza del vescovo, 1977; Doppio, 2008). Ha collaborato inoltre a numerose regie teatrali.
Spesso impegnato come doppiatore negli studi di Milano, ha dato la voce al personaggio Alfred Pennyworth, fedele maggiordomo di Bruce Wayne/Batman nelle serie animate Batman (1992-1995) e Batman - Cavaliere della notte (1997-1999) e nei film animati Batman e Superman - I due supereroi (1997) e Batman & Mr. Freeze: SubZero (1998).